# Garrucha (kommun)
Garrucha är en kommun i Spanien.   Den ligger i provinsen Provincia de Almería och regionen Andalusien, i den sydöstra delen av landet, 400 km söder om huvudstaden Madrid. Antalet invånare är 8 748. Arean är 8,0 kvadratkilometer.
Terrängen i Garrucha är platt.